# Connemara Bog Complex SPA
Connemara Bog Complex SPA este o arie protejată (arie de protecție specială avifaunistică — SPA) din Irlanda întinsă pe o suprafață de 19.233,97 ha, integral pe uscat.

## Localizare
Centrul sitului Connemara Bog Complex SPA este situat la coordonatele 53°23′35″N 9°39′44″W / 53.392951°N 9.662248°V.

## Înființare
Situl Connemara Bog Complex SPA a fost declarat arie de protecție specială avifaunistică în iulie 2021 pentru a proteja 5 specii de animale.

## Biodiversitate
Situată în ecoregiunea atlantică, aria protejată nu include niciun habitat protejat.
La baza desemnării sitului se află mai multe specii protejate de  păsări (5): Anser albifrons flavirostris, șoim de iarnă (Falco columbarius), pescăruș sur (Larus canus), cormoran mare (Phalacrocorax carbo), ploier auriu (Pluvialis apricaria).